# Uragus sibiricus
Uragus sibiricus là một loài chim trong họ Fringillidae.

## Tham khảo

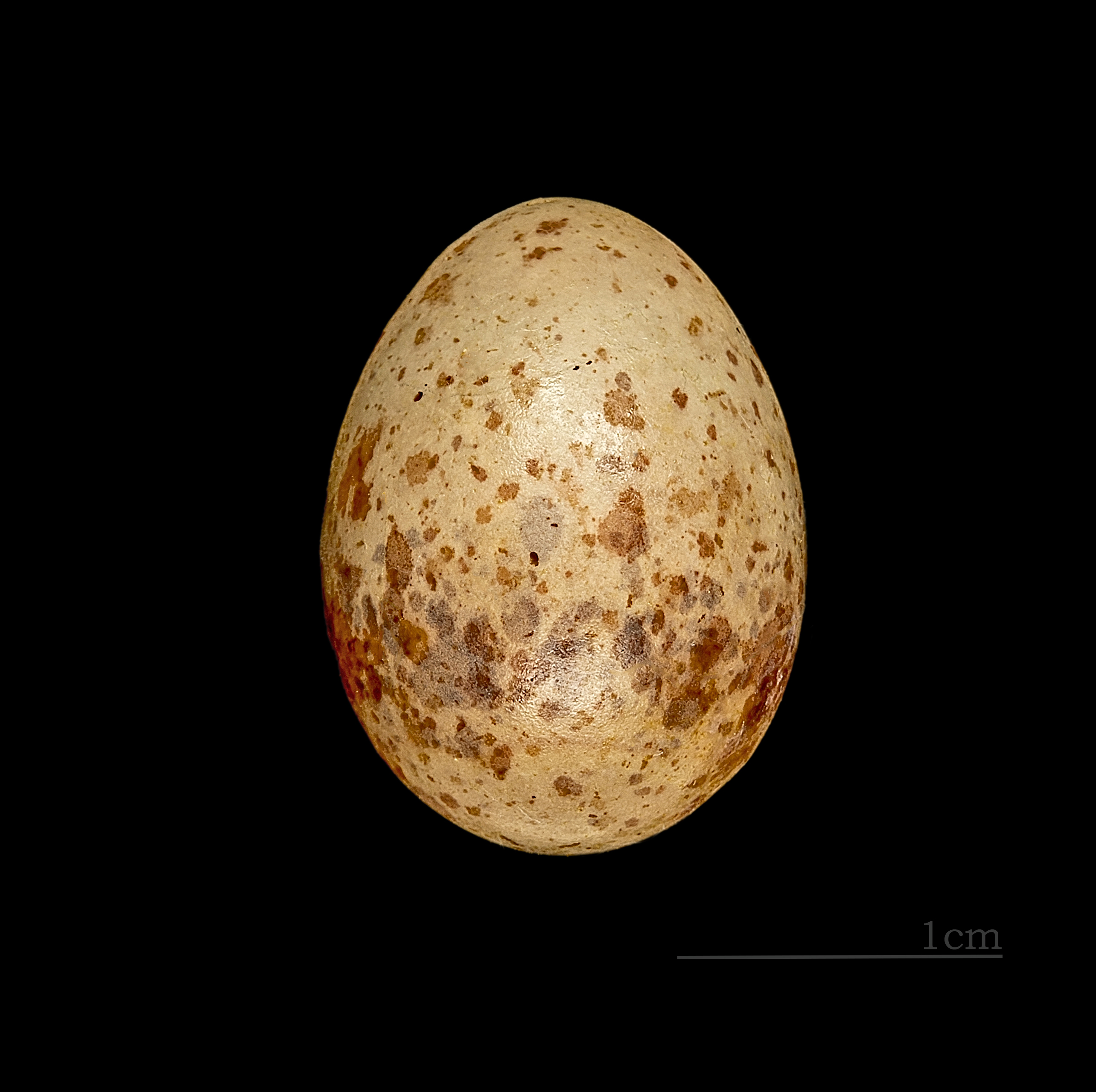
Trứng Uragus sibiricus

## Phân loài
- U. s. henrici
- U. s. lepidus
- U. s. sanguinolentus
- U. s. sibiricus
- U. s. ussuriensis